# Tsigie Gebreselama
Tsigie Gebreselama (en amárico: ፅጌ ገብረሰላማ, 30 de septiembre de 2000) es una deportista etíope que compite en atletismo, especialista en las carreras de fondo y de campo a través. Ganó dos medallas de plata en el Campeonato Mundial de Campo a Través de 2023, en las carreras individual y por equipo.

## Palmarés internacional
| \| Campeonato Mundial \| Campeonato Mundial \| Campeonato Mundial \| Campeonato Mundial \| \| Año \| Lugar \| Medalla \| Prueba \| \| ------------------ \| -------------------- \| ------------------ \| ------------------ \| \| 2023 \| Bathurst (Australia) \| Medalla de plata \| Individual \| \| 2023 \| Bathurst (Australia) \| Medalla de plata \| Equipo \| |                      |                  |            |
| Campeonato Mundial |                      |                  |            |
| Año | Lugar                | Medalla          | Prueba     |
| 2023 | Bathurst (Australia) | Medalla de plata | Individual |
| 2023 | Bathurst (Australia) | Medalla de plata | Equipo     |